# Beith
Beith (gael. Beithe) – miasto w południowo-zachodniej Szkocji, w hrabstwie North Ayrshire, położone w dolinie rzeki Garnock, na wschód od jeziora Kilbirnie Loch. W 2011 roku liczyło 6204 mieszkańców.
Miasto zlokalizowane jest przy jednym z najdogodniejszych szlaków łączących Glasgow z hrabstwem Ayrshire. Na początku XVIII wieku rozwinął się tu przemysł włókienniczy, a w XIX – meblarski. Współcześnie Beith pełni funkcję miasta-sypialni dla okolicznych ośrodków miejskich. W pobliżu miasta znajduje się kompleks magazynowy do składowania whisky, a także skład amunicji Ministerstwa Obrony, otwarty podczas II wojny światowej.